# Sveinsflagan
Sveinsflagan är en sjö i Finland. Den ligger i kommunen Karleby i landskapet Mellersta Österbotten, i den centrala delen av landet, 400 km norr om huvudstaden Helsingfors. Sveinsflagan ligger 24 meter över havet. Arean är 24,9 hektar och strandlinjen är 2,7 kilometer lång. Sjön  ingår i Egentliga Bottenvikens avrinningsområde.   I omgivningarna runt Sveinsflagan växer i huvudsak blandskog.